# Deltote preapicilinea
Deltote preapicilinea is een vlinder van de familie van de uilen (Noctuidae). De wetenschappelijke naam van deze soort is voor het eerst voorgesteld als Lithacodia preapicilinea door Emilio Berio in een publicatie uit 1964.
De soort komt voor op Madagaskar.